# 토파스

토파스(Topas)는 스페인 카스티야이레온주 살라망카도에 위치한 지방 자치체이다. 2016년 기준으로 이 지방 자치체의 인구 수는 554명이다.